# Huixastla
Huixastla är en ort i Mexiko.   Den ligger i kommunen Tlaquiltenango och delstaten Morelos, i den sydöstra delen av landet, 110 km söder om huvudstaden Mexico City. Huixastla ligger 770 meter över havet och antalet invånare är 214.
Terrängen runt Huixastla är huvudsakligen kuperad. Huixastla ligger nere i en dal. Runt Huixastla är det ganska glesbefolkat, med 45 invånare per kvadratkilometer. Närmaste större samhälle är Zacatepec, 19,9 km norr om Huixastla. I omgivningarna runt Huixastla växer huvudsakligen savannskog.